# 2. ŽNL Osječko-baranjska NS Osijek 2008./09.
Ligu je osvojio NK BSK Bijelo Brdo i unatoč porazu u kvalifikacijama za 1. ŽNL Osječko-baranjsku izborio plasman u viši rang. Iz lige u 3. ŽNL Osječko-baranjsku nije nitko ispao, jer se od sljedeće sezone liga proširila na 12 klubova.

## Tablica
| Mj. | Klub                      | Sus. | Pobj. | Ner. | Por. | GR.   | Bod. |
| --- | ------------------------- | ---- | ----- | ---- | ---- | ----- | ---- |
| 1.  | NK BSK Bijelo Brdo        | 18   | 11    | 5    | 2    | 60:15 | 38   |
| 2.  | NK Mursa-Zanatlija Osijek | 18   | 11    | 2    | 5    | 35:21 | 35   |
| 3.  | NK LIO Osijek             | 18   | 11    | 1    | 6    | 39:32 | 34   |
| 4.  | NK Laslovo '91            | 18   | 9     | 4    | 5    | 35:26 | 31   |
| 5.  | NK Slavonac Tenja         | 18   | 8     | 5    | 5    | 50:25 | 29   |
| 6.  | NK Tomislav Livana        | 18   | 7     | 4    | 7    | 26:29 | 25   |
| 7.  | NK BSK Beketinci          | 18   | 8     | 1    | 9    | 38:55 | 25   |
| 8.  | NK Radnik Josipovac       | 18   | 5     | 3    | 10   | 28:34 | 18   |
| 9.  | NK Vitez '92 Antunovac    | 18   | 3     | 5    | 10   | 18:52 | 14   |
| 10. | NK Sarvaš                 | 18   | 1     | 2    | 15   | 16:56 | 5    |

## Rezultati
| NK Mursa-Zanatlija Osijek - NK BSK Bijelo Brdo 1:1 NK Slavonac Tenja - NK Tomislav Livana 1:1 NK Laslovo '91 - NK Radnik Josipovac 3:1 NK BSK Beketinci - NK Sarvaš 3:2 NK Vitez '92 Antunovac - NK LIO Osijek 2:1 | NK BSK Bijelo Brdo - NK LIO Osijek 7:0 NK Sarvaš - NK Vitez '92 Antunovac 0:0 NK Radnik Josipovac - NK BSK Beketinci 1:2 NK Tomislav Livana - NK Laslovo '91 0:0 NK Mursa-Zanatlija Osijek - NK Slavonac Tenja 3:1  | NK Slavonac Tenja - NK BSK Bijelo Brdo 3:3 NK Laslovo '91 - NK Mursa-Zanatlija Osijek 3:2 NK BSK Beketinci - NK Tomislav Livana 2:1 NK Vitez '92 Antunovac - NK Radnik Josipovac 2:0 NK LIO Osijek - NK Sarvaš 3:2 |
| NK BSK Bijelo Brdo - NK Sarvaš 7:0 NK Radnik Josipovac - NK LIO Osijek 1:2 NK Tomislav Livana - NK Vitez '92 Antunovac 2:1 NK Mursa-Zanatlija Osijek - NK BSK Beketinci 3:1 NK Slavonac Tenja - NK Laslovo '91 1:1 | NK Laslovo '91 - NK BSK Bijelo Brdo 2:0 NK BSK Beketinci - NK Slavonac Tenja 3:6 NK Vitez '92 Antunovac - NK Mursa-Zanatlija Osijek 0:2 NK LIO Osijek - NK Tomislav Livana 3:1 NK Sarvaš - NK Radnik Josipovac 1:3  | NK BSK Bijelo Brdo - NK Radnik Josipovac 4:0 NK Tomislav Livana - NK Sarvaš 1:0 NK Mursa-Zanatlija Osijek - NK LIO Osijek 0:2 NK Slavonac Tenja - NK Vitez '92 Antunovac 4:0 NK Laslovo '91 - NK BSK Beketinci 3:0 |
| NK BSK Beketinci - NK BSK Bijelo Brdo 3:2 NK Vitez '92 Antunovac - NK Laslovo '91 0:0 NK LIO Osijek - NK Slavonac Tenja 1:0 NK Sarvaš - NK Mursa-Zanatlija Osijek 2:1 NK Radnik Josipovac - NK Tomislav Livana 1:0 | NK BSK Bijelo Brdo - NK Tomislav Livana 4:0 NK Mursa-Zanatlija Osijek - NK Radnik Josipovac 2:1 NK Slavonac Tenja - NK Sarvaš 3:1 NK Laslovo '91 - NK LIO Osijek 1:3 NK BSK Beketinci - NK Vitez '92 Antunovac 4:1  | NK Vitez '92 Antunovac - NK BSK Bijelo Brdo 1:3 NK LIO Osijek - NK BSK Beketinci 3:1 NK Sarvaš - NK Laslovo '91 1:3 NK Radnik Josipovac - NK Slavonac Tenja 1:1 NK Tomislav Livana - NK Mursa-Zanatlija Osijek 1:3 |
| NK BSK Bijelo Brdo - NK Mursa-Zanatlija Osijek : NK Tomislav Livana - NK Slavonac Tenja : NK Radnik Josipovac - NK Laslovo '91 : NK Sarvaš - NK BSK Beketinci : NK LIO Osijek - NK Vitez '92 Antunovac :           | NK Laslovo '91 - NK Tomislav Livana 4:1 NK LIO Osijek - NK BSK Bijelo Brdo : NK Vitez '92 Antunovac - NK Sarvaš : NK BSK Beketinci - NK Radnik Josipovac : NK Slavonac Tenja - NK Mursa-Zanatlija Osijek :          | NK Tomislav Livana - NK BSK Beketinci 5:3 NK BSK Bijelo Brdo - NK Slavonac Tenja : NK Mursa-Zanatlija Osijek - NK Laslovo '91 : NK Radnik Josipovac - NK Vitez '92 Antunovac : NK Sarvaš - NK LIO Osijek :         |
| NK Sarvaš - NK BSK Bijelo Brdo : NK LIO Osijek - NK Radnik Josipovac : NK Vitez '92 Antunovac - NK Tomislav Livana : NK BSK Beketinci - NK Mursa-Zanatlija Osijek : NK Laslovo '91 - NK Slavonac Tenja :           | NK Radnik Josipovac - NK Sarvaš 1:2 NK Tomislav Livana - NK LIO Osijek 3:0 NK Mursa-Zanatlija Osijek - NK Vitez '92 Antunovac 4:0 NK Slavonac Tenja - NK BSK Beketinci 10:0 NK BSK Bijelo Brdo - NK Laslovo '91 -:- | NK Radnik Josipovac - NK BSK Bijelo Brdo : NK Sarvaš - NK Tomislav Livana : NK LIO Osijek - NK Mursa-Zanatlija Osijek : NK Vitez '92 Antunovac - NK Slavonac Tenja : NK BSK Beketinci - NK Laslovo '91 :           |
| NK Tomislav Livana - NK Radnik Josipovac 4:1 NK BSK Bijelo Brdo - NK BSK Beketinci : NK Laslovo '91 - NK Vitez '92 Antunovac : NK Slavonac Tenja - NK LIO Osijek : NK Mursa-Zanatlija Osijek - NK Sarvaš :         | NK Tomislav Livana - NK BSK Bijelo Brdo 1:1 NK Radnik Josipovac - NK Mursa-Zanatlija Osijek : NK Sarvaš - NK Slavonac Tenja : NK LIO Osijek - NK Laslovo '91 : NK Vitez '92 Antunovac - NK BSK Beketinci :          | NK Mursa-Zanatlija Osijek - NK Tomislav Livana 1:2 NK BSK Bijelo Brdo - NK Vitez '92 Antunovac : NK BSK Beketinci - NK LIO Osijek : NK Laslovo '91 - NK Sarvaš : NK Slavonac Tenja - NK Radnik Josipovac :         |

## Kvalifikacije za 1. ŽNL Osječko-baranjsku
14. lipnja 2009. godine: NK Petlovac - NK BSK Bijelo Brdo 5:0
21. lipnja 2009. godine: NK BSK Bijelo Brdo - NK Petlovac 3:0
U 1. ŽNL Osječko-baranjsku se plasirao NK Petlovac.